# Міністерство енергетики та вугільної промисловості України
Міністе́рство енерге́тики — міністерство, утворене 9 грудня 2010 року шляхом реорганізації Міністерства палива та енергетики України та Міністерства вугільної промисловості України.
На час існування, Міністерство енергетики та вугільної промисловості України (Міненерговугілля України) було головним центральним органом виконавчої влади в питаннях формування та забезпечення реалізації державної політики в електроенергетичному, ядерно-промисловому, вугільно-промисловому, торфодобувному та нафтогазовому комплексах.
У 2019 році шляхом приєднання до нього Міністерства охорони навколишнього природного середовища України (існувало з 9 грудня 2010 року) було утворене нове Міністерство енергетики та захисту довкілля України.

## Міністр
Новим Міністерством енергетики керує Галущенко Герман Валерійович з 29 квітня 2021 р. 

## Структура Міністерства
- Керівництво міністерства
  - міністр
  - перший заступник міністра
  - заступник міністра — керівник апарату
  - заступник міністра
  - заступник міністра

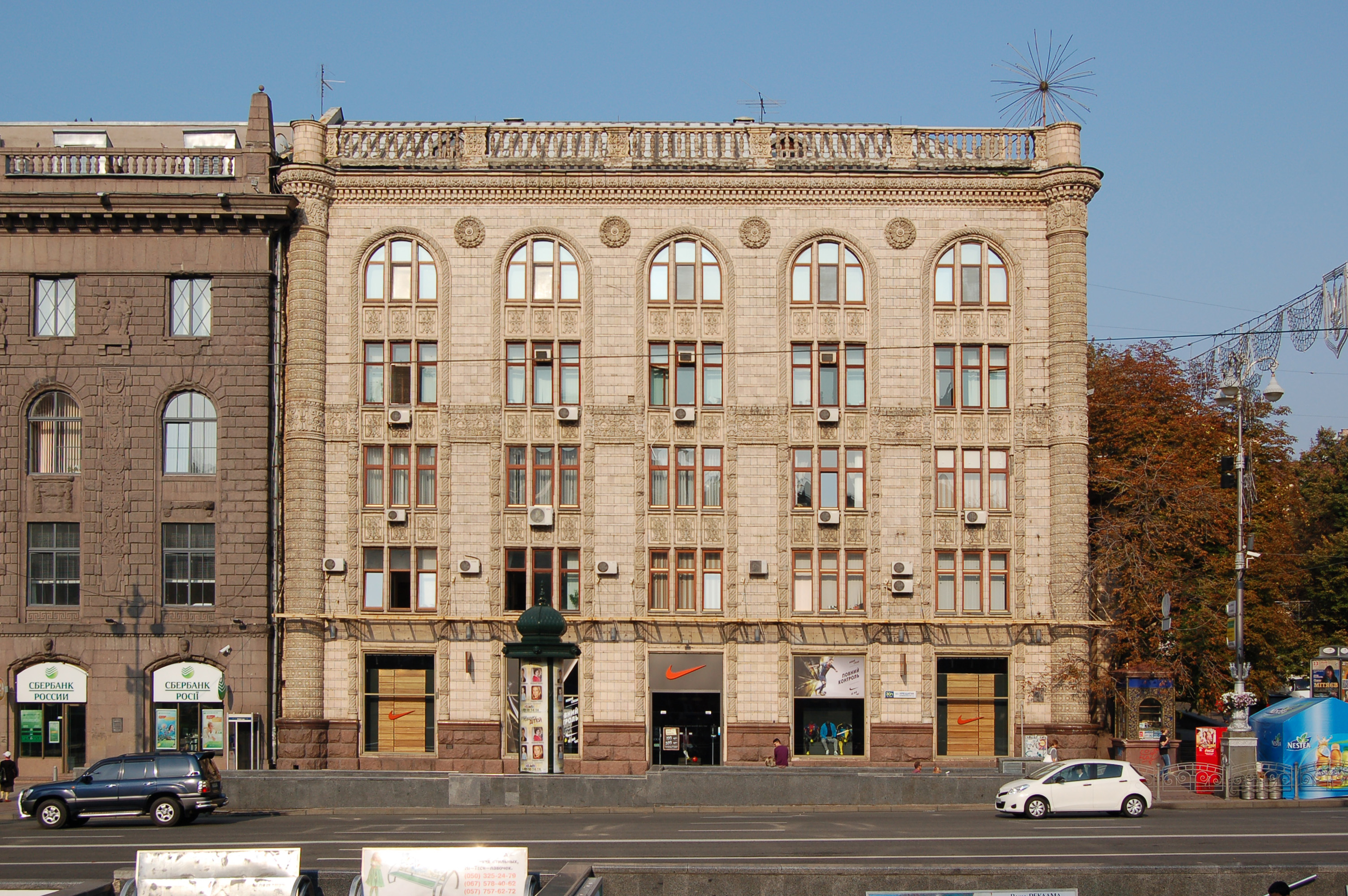
Офіс Міністерства (Хрещатик)

  - заступник міністра з питань європейської інтеграції

- Управління забезпечення діяльності міністра (патронатна служба)
- Департамент правового забезпечення
- Департамент економіки та фінансів
- Департамент корпоративних та майнових відносин
- Департамент бухгалтерського обліку та звітності
- Департамент електроенергетичного комплексу
- Департамент ядерної енергетики та атомно-промислового комплексу
- Департамент нафтогазового комплексу
- Управління охорони праці, промислової безпеки фізичного та цивільного захисту
- Департамент стратегічного планування та європейської інтеграції

- Адміністративно-господарський департамент

- Департамент внутрішнього аудиту

- Управління по роботі з персоналом

- Управління інформаційно-аналітичного забезпечення та моніторингу

- Департамент вугільно-промислового та торфодобувного комплексу

- Відділ трудової політики та соціального захисту

- Відділ режимно-секретної та мобілізаційної роботи

- Сектор з питань запобігання та виявлення корупції

## Основні завдання та функції структурних підрозділів МЕВ
- Основні завдання та функції

## Цікавий факт
24 квітня 2018 року невідомі хакери зламали новий сайт міністерства та вимагали викуп у розмірі 0,1 біткойна. Старий сайт http://mpe.kmu.gov.ua [Архівовано 5 січня 2009 у Wayback Machine.] не оновлювався із січня 2018 року (продовжував працювати на момент атаки), але новий www.mev.gov.ua перестав працювати.